# 布拉格捷克理工大学
捷克理工大学（捷克語：České vysoké učení technické v Praze – ČVUT），是捷克共和国最大的大学之一，有8个学院。该校由约瑟夫一世于1707年创建，是中欧最古老的理工技术大学之一，同时也是中欧最古老的非军事技术大学。
在2020/21学年，捷克理工大学提供了 130 个捷克语学位课程和 84 个英语学位课程。同年，它被认为是新兴欧洲和中亚地区排名前 10 的大学之一。

## 历史

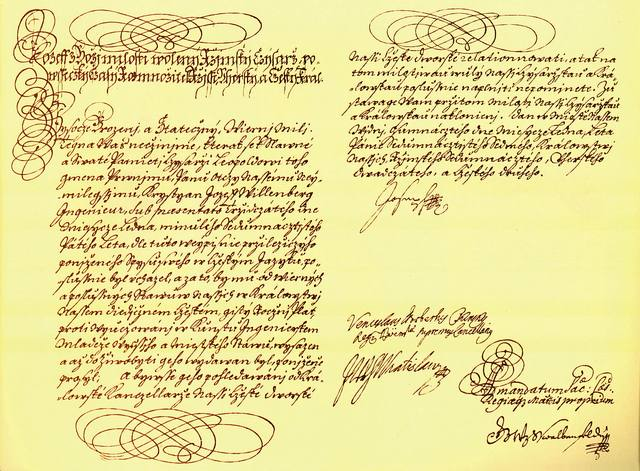
捷克理工大学的成立法令，由神圣罗马帝国皇帝约瑟夫一世批准于1707年1月18日

1707年，由约瑟夫一世作为回应来自克里斯蒂安·约瑟夫·威伦伯格(Christian Josef Willenberg)向前任皇帝利奥波德一世(Leopold I) 的请愿而成立了“工程师培训院”。但在此时只进行高中学历教育而非作为大学教育。直到1806年才由工程师培训院转为了布拉格理工学院并开始提供大学教育。直到1920年奥匈帝国解体后才正式更名为捷克理工大学。

### 起源
1705年，克里斯蒂安·约瑟夫·威伦伯格请求皇帝利奥波德一世允许其教授“工程艺术”。隔年，皇帝的独子，即约瑟夫一世于 1707 年继位，并下令使捷克布拉格州提供工程教育与培训。但由于种种原因他的命令被长时间搁置。直到1716 年 10 月，威伦伯格再次发出了该命令，最终在 1717 年 11 月 9 日使捷克政府颁布法令授予威伦伯格教授职位（这是中欧第一个工程学教授职位），并于 1718 年 1 月 7 日授予他教学的资格。最开始，威伦伯格只能在他自己的公寓里进行教学，并只有12个学生（六个男爵，四个骑士和两个市民），但学生逐渐增多（到1779年已经扩增到约有200名学生），他们便开始在更合适的场所教学。最初的训练主要集中在军事上。在开始教学的第一年，几乎每天只有一小时的授课时间，而到了第二年则几乎翻了一倍。
威廉伯格教授的继任者是约翰·费迪南德·肖尔（Johann Ferdinand Schor），他既建造了[伏尔塔瓦河]的水利工程同时也是本校数学教科书的作者。在威廉伯格教授的引领下他便开始教授光学，几何学，测绘学以及地理学。第三位教师是弗朗蒂谢克·安东尼·赫尔格特(František Antonín Herget),他则主要教授土木工程学与建筑学。
1776年9月，玛丽亚·特蕾西娅允许赫尔格特教授使用克莱门特学院大楼进行授课。并于1786年又一次搬入了更好的大楼。
1787年根据皇帝约瑟夫二世的法令，工程学院成立。

## 学术简介

### 排名
捷克理工大学是捷克共和国最好的理工大学。2010年，在泰晤士高等教育大学技术科学类别的世界排名中，捷克理工大学在自然科学类别中排名第121位——第246位。  2018年，捷克理工大学在QS世界大学排名中工程与技术专业排名第220位。

### 招生
通常的招生流程为学生先向学院递交申请后由学院进行审批并参加入学考试。由于每个学院都有不同的入学要求，具体的细则学生可通过捷克理工大学招生官网 （页面存档备份，存于）进行查询。录取率从 52.32%（信息技术学院）到 81.51%（交通科学学院）不等。国际学生的比例从 2000 年的 2.5% 增长到 2017 年的 16.4%。

### 毕业率
由于捷克理工大学的课程速度和难度并不低，所以有很大比例的学生未能完成第一年的学业。第一年的失败率从 23%（土木工程学院）到 47%（信息技术学院）不等。总体而言，只有约48%的本科生可以成功毕业并取得学士学位。

## 国际合作

### 与其他国家或地区的交换学习合作
捷克理工大学与484所外国大学签订了国际合作协议。其中不乏许多来自QS世界大学排名的百强之列，如新加坡国立大学，南洋理工大学，普渡大学，韩国科学技术研究院（KAIST），香港科技大学，慕尼黑工业大学，代尔夫特理工大学与荷语天主教鲁汶大学等。
捷克理工大学也与许多来自欧洲以外的大学签订了双边交换生协议。其中来自加拿大、澳大利亚、新加坡、美国和日本的大学都很受学生喜爱。也就是说，每年都有许多学生选择到有吸引力的国家或地区进行交换学习，其中包括阿根廷、巴西、中国、香港、印度、印度尼西亚、南非、韩国、哥斯达黎加、墨西哥、新西兰、秘鲁、俄罗斯与台湾等。
同时捷克理工大学也参与了欧洲的交换生项目伊拉斯谟计划与达芬奇计划(Leonardo)。

### 国际学生
捷克理工大学目前有来自117个国家的3500多名国际学生。其中约750人是交换生。照顾国际学生的组织之一是国际学生俱乐部(International Student Club CTU in Prague （页面存档备份，存于）)，它组织伙伴计划和课外活动。

### 双文凭
捷克理工大学目前与慕尼黑工业大学、亚琛工业大学和都柏林三一学院等大学签订了21项协议。

## 学院
捷克理工大学目前有8个学院。最古老的学院（土木工程学院）成立于 1707 年，而最年轻、最具选择性的学院（信息技术学院）成立于2009年。该大学还设有捷克信息学、机器人与控制论研究所、克洛克纳研究所、体育与运动研究所、大学节能建筑中心和实验与应用物理研究所等5个大学研究所。其他组成部分包括计算和信息中心、技术和创新中心、工业遗产研究中心、放射化学和辐射化学中心、建设和投资司和中央图书馆。大学还设有出版社和服务设施。CTU 内的学生俱乐部并入学生会。它有27名成员，涵盖了广泛的业余活动，最大的俱乐部是Silicon Hill。学生会还全年为学生组织社交活动。

## 著名校友
- 瓦茨拉夫·哈维尔(Václav Havel)，政治家、作家和前持不同政见者，曾任捷克斯洛伐克最后一任总统
- 弗朗齐歇克·贝胡内克(František Běhounek) （页面存档备份，存于）, 放射科医师
- 克里斯蒂安·多普勒(Christian Andreas Doppler)，数学家和物理学家
- Ivan Pulu （页面存档备份，存于）,物理学家和医学放射学的创始人之一
- 安东宁·恩格尔(Antonín Engel) （页面存档备份，存于）,建筑师
- 弗兰茨·约瑟夫·格斯特纳(Franz Josef Gerstner) （页面存档备份，存于）,物理学家和工程师
- 约瑟夫·赫拉夫卡 (Josef Hlávka) （页面存档备份，存于）, 建筑师，科学院的主要创始人，赞助人
- 奥塔卡尔·胡萨克 (Otakar Husák) （页面存档备份，存于）, 毕业于捷克理工大学，化学家，将军，俄罗斯和法国的捷克斯洛伐克军团士兵，Zborov 和 Terron 的战士，Masaryk总统军事办公室主席，国防部长，Explosia Semtín 工厂的第一任厂长，Dachau 集中营的囚犯和Buchenwald，Semtín Synthesia 的主任 (1945–1948)，政治犯 (Prague Nusle -Pankrác, Mírov 1950–1956)[15]
- 伊娃·吉里奇纳 (Eva Jiřičná) （页面存档备份，存于）,建筑师
- 查尔斯·霍纳斯 (Karel Jonáš) （页面存档备份，存于）,捷克裔美国出版商、后成为威斯康星州副州长
- 乔治·克利尔 (George Klir) （页面存档备份，存于）,计算机和系统科学家
- 卡尔·科里斯特卡 (Karel Kořistka) （页面存档备份，存于）,地理学家和数学家
- 弗兰蒂谢克·克列谢克 (František Křižík) （页面存档备份，存于），发明家、电气工程师和企业家
- 伊沃·卢卡乔维奇 (Ivo Lukačovič) （页面存档备份，存于），企业家，Seznam.cz的创始人与董事长
- 弗拉迪米尔·普雷洛格(Vladimir Prelog)，诺贝尔化学奖得主。
- 理查德·里奇塔里克(Richard Rychtarik) （页面存档备份，存于）,布景设计师
- 埃米尔·沃托切克(Emil Votoček) （页面存档备份，存于）,化学家
- 埃米尔·威尔 (Emil Weyr) （页面存档备份，存于）,数学家
- 约瑟夫·齐特克 (Josef Zítek) （页面存档备份，存于）,建筑学家与工程师

## 画廊

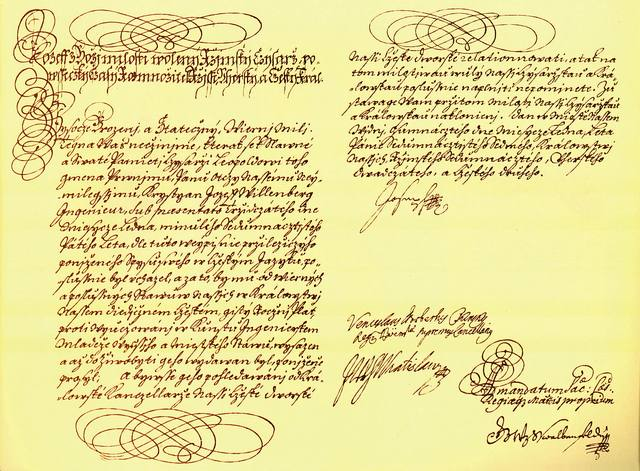
The founding decree
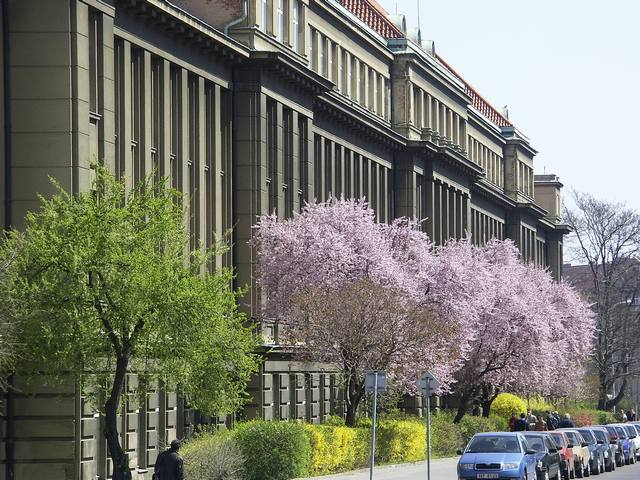
The CTU Rectorate
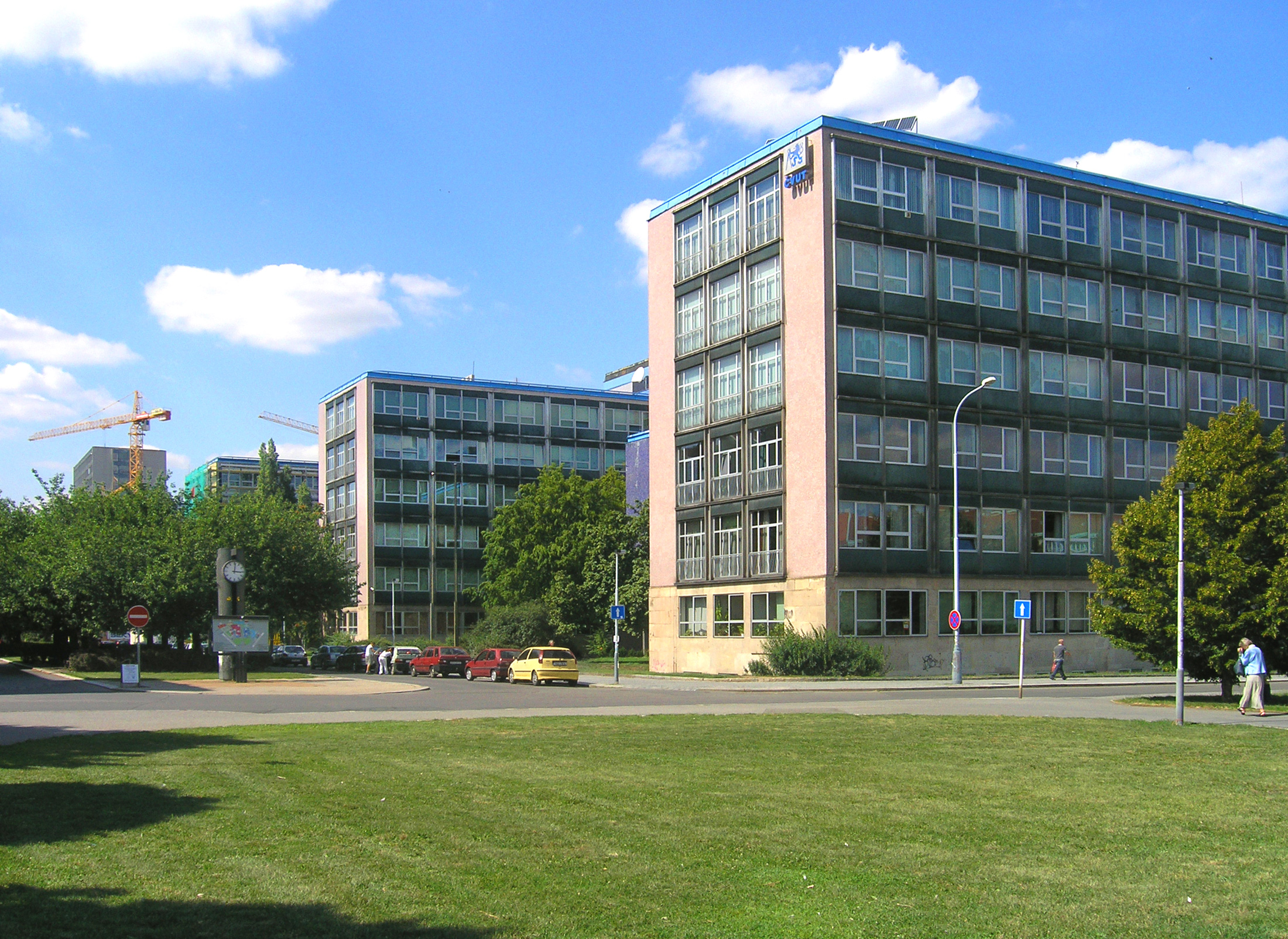
Dejvice campus
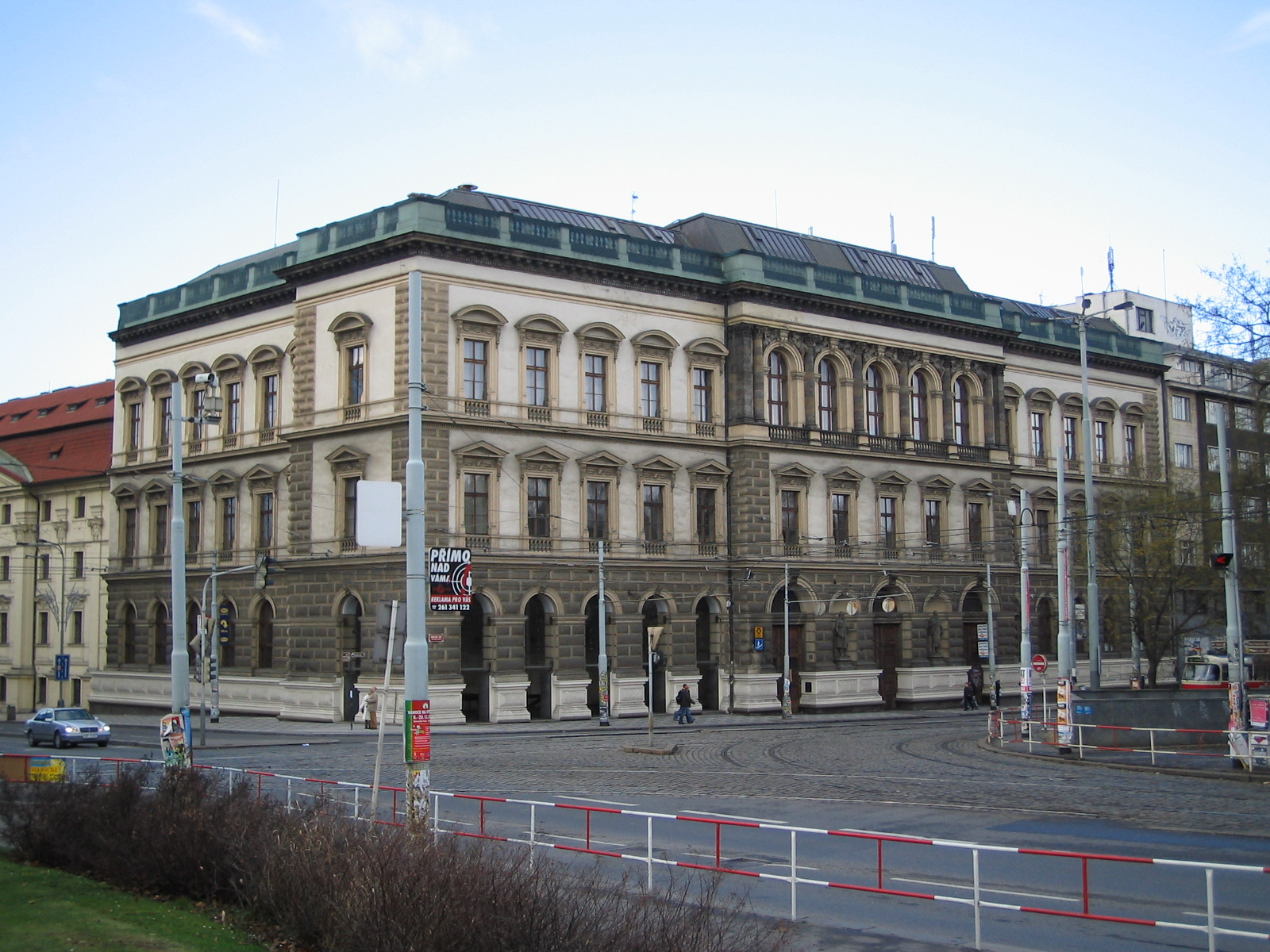
Karlovo namesti campus
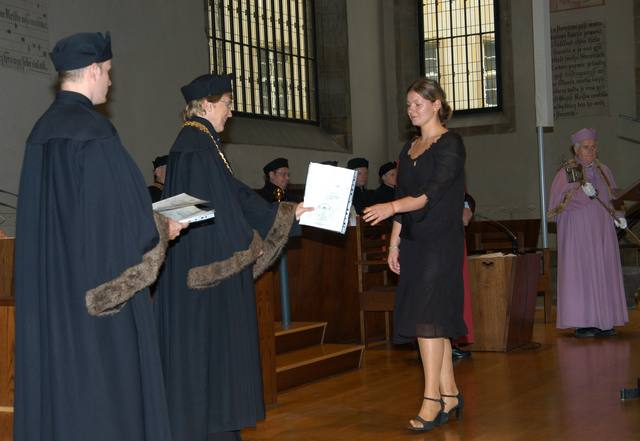
Bethlehem Chapel – The CTU's ceremonial hall
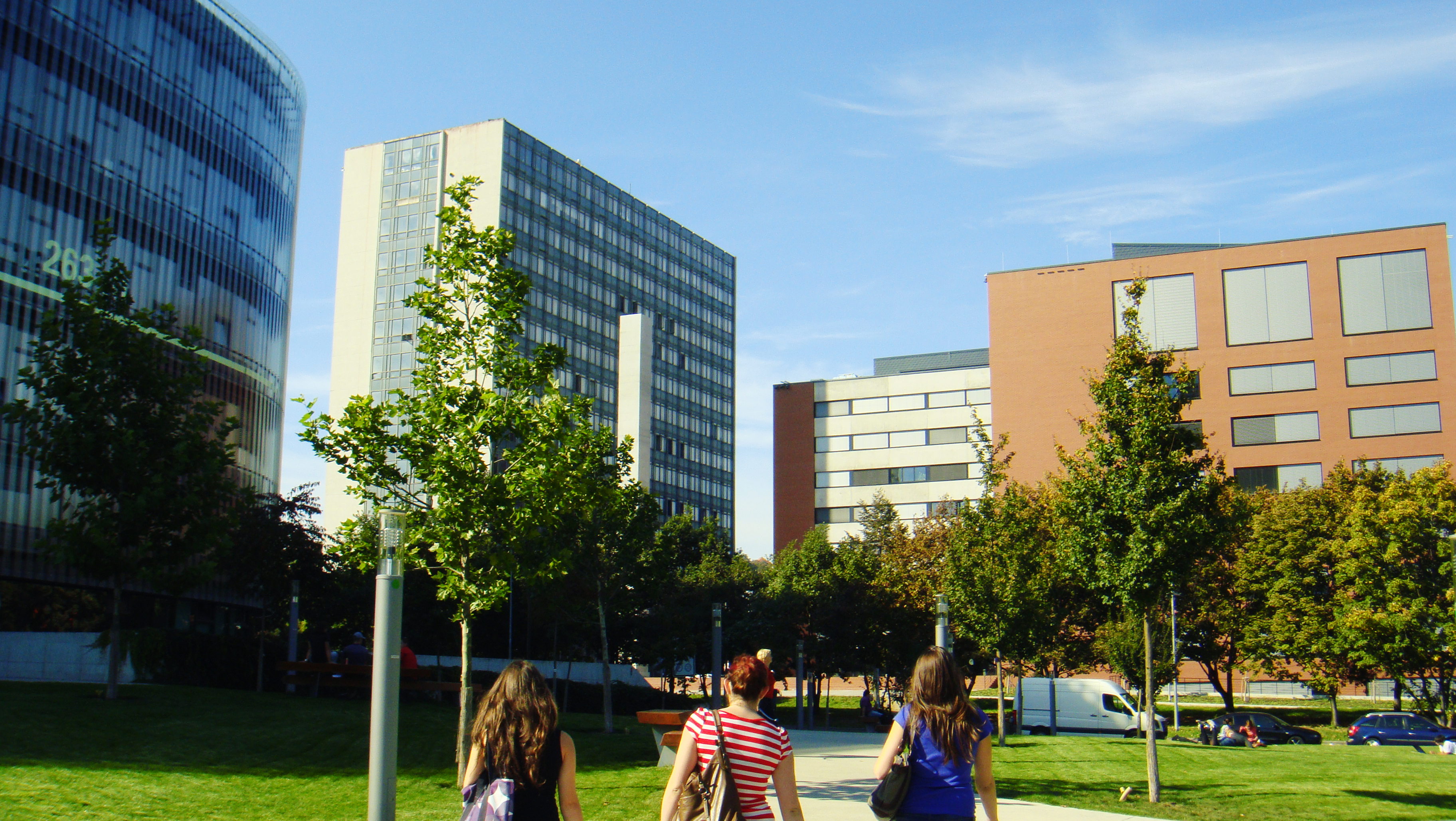
Dejvice campus - Library, FCE, FA
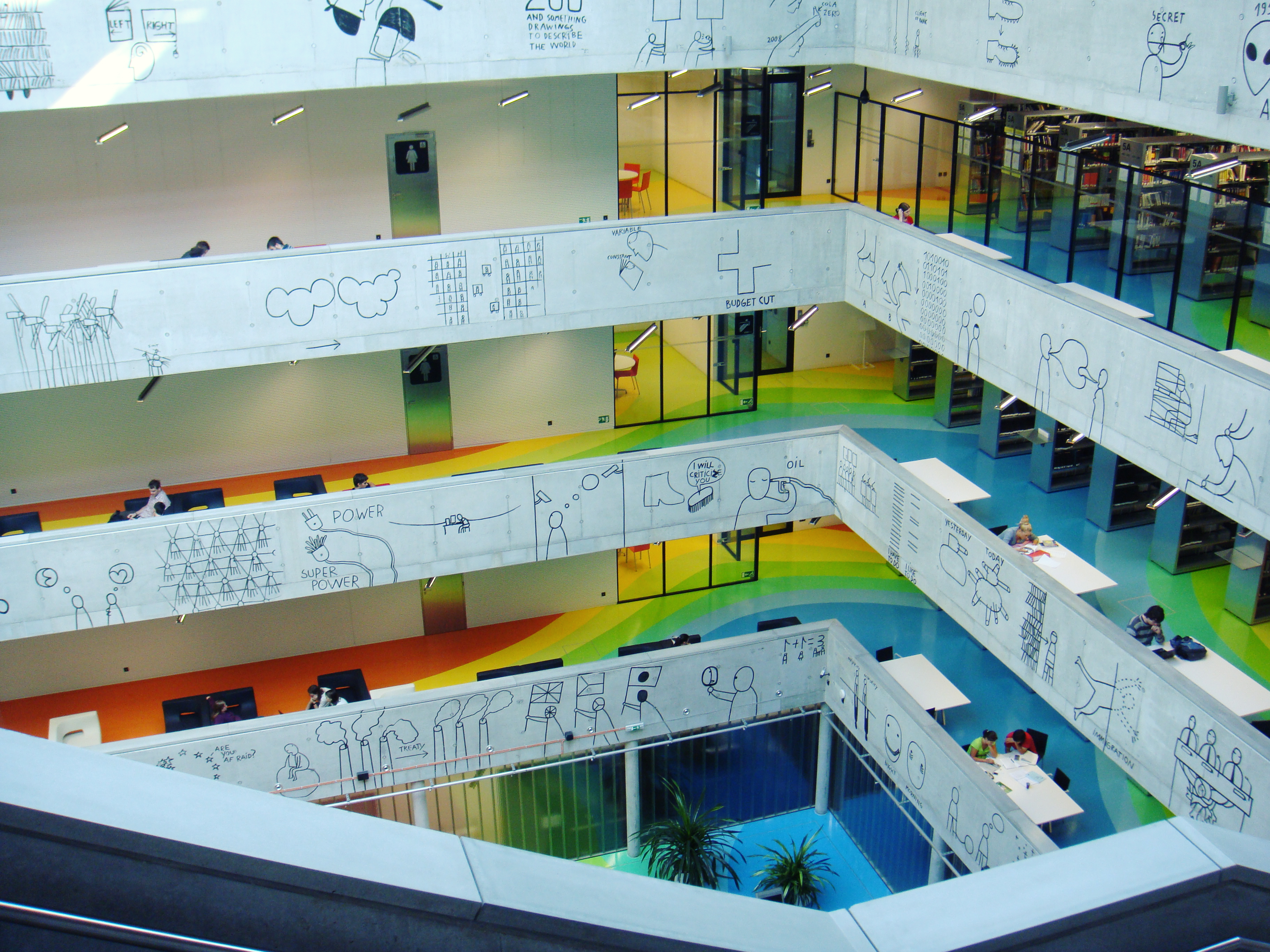
Interior of National Technical Library